# 고든 굴드
리처드 고든 굴드(Richard Gordon Gould, 1920년 7월 17일 ~ 2005년 9월 16일)는 레이저와 광 증폭기를 발명한 것으로 알려진 미국의 물리학자이다. (찰스 타운스와 아서 숄로가 최초로 이론을 발표했고 시어도어 마이먼이 최초로 작동하는 레이저를 만들었기 때문에 발명 공로에 논쟁의 여지가 있다.) 굴드는 레이저 및 관련 기술에 대한 특허를 획득하기 위해 미국 특허청과 30년 동안 싸워온 것으로 잘 알려져 있다. 또한, 이후 획득한 특허를 시행하기 위해 레이저 제조업체와 법정 싸움을 벌이기도 하였다.

## 어린 시절과 교육

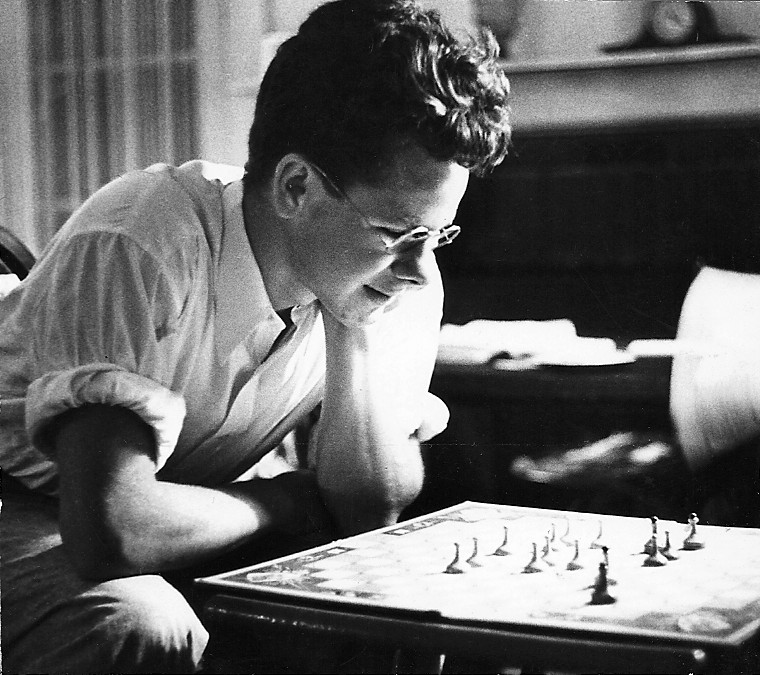
1940년의 굴드

굴드는 뉴욕에서 세 아들 중 장남으로 태어났다. 그의 아버지는 뉴욕에 위치한 스콜라스틱 매거진 출판사의 창립 편집자였다. 그는 뉴욕의 작은 교외인 스카스데일에서 자랐으며 스카스데일 고등학교에 다녔다. 유니언 칼리지에서 물리학 학사 학위를 취득했으며 그곳에서 시그마 치(Sigma Chi) 사교클럽 회원이 되었고, 예일 대학교에서 광학 및 분광학을 전공하여 석사 학위를 받았다. 1944년 3월부터 1945년 1월까지 그는 맨해튼 계획에 참여했지만 공산주의 정치 협회 회원으로 활동했다는 이유로 해고되었다. 1949년 굴드는 컬럼비아 대학교에서 광학 및 마이크로파 분광학 박사 학위를 취득하였다. 그의 박사 과정 지도 교수는 노벨상 수상자인 폴리카프 쿠시로, 그는 굴드가 당시 신기술인 광학 펌핑 기술에 대한 전문 지식을 개발하도록 지도하였다. 1956년 굴드는 광학 펌핑을 이용하여 메이저를 여기시킬 것을 제안했고, 메이저의 발명가인 찰스 타운스와 이 아이디어에 대해 논의하였다. 찰스 타운스는 컬럼비아대 교수이기도 하였으며 나중에 메이저와 레이저에 대한 연구로 1964년 노벨상을 수상하였다. 타운스는 굴드에게 혁신에 대한 특허를 얻는 방법에 대하여 조언해주었고, 증인 역할로 나서는 것에 동의하였다.

## 레이저의 발명
1957년까지 타운스를 비롯한 많은 과학자들은 가시광선을 메이저처럼 증폭할 수 있는 방법을 찾고 있었다. 그해 11월, 굴드는 파브리-페로 간섭계 형태의 거울 두 개를 사용하면 적절한 광학 공진기를 만들 수 있다는 사실을 깨달았다. 이전에 고려했던 설계과 달리 이 접근 방식은 좁고 일관된 강렬한 빔을 생성할 수 있었다. 캐비티의 측면이 반사될 필요가 없었기 때문에, 필요한 밀도 반전을 달성하기 위해 이득 매질을 광학적으로 쉽게 펌핑할 수 있었다. 또한 굴드는 원자 수준의 충돌에 의한 매질의 펌핑을 고려했으며, 이러한 장치의 많은 잠재적 용도를 예상하였다.
굴드는 "레이저(LASER)의 타당성에 대한 대략적인 계산: 복사 유도 방출에 의한 광 증폭"이라는 제목으로 자신의 분석과 제안된 응용 프로그램을 실험실 공책에 기록하였는데, 이것이 레이저라는 약어를 사용한 최초의 기록이다. 굴드의 공책은 실행 가능한 레이저를 만들기 위한 최초의 서면 처방전이었으며, 그는 자신이 무엇을 가지고 있는지 깨닫고 동네 상점에 가져가 공증을 받았다. 한편, 아서 숄로와 찰스 타운스는 약 3개월 후 파브리-페로 공동의 중요성을 독자적으로 발견하고, 그 결과로 제안된 장치를 "광학 메이저"라고 불렀다. 굴드가 이 장치를 부르는 이름은 1959년 컨퍼런스 프레젠테이션을 통해 대중에게 처음 소개되었으며, 숄로와 그의 동료들의 저항에도 불구하고 채택되었다.
자신의 발명품에 대한 특허를 받고 싶었지만, 이를 위해 작동하는 레이저를 만들어야 한다고 잘못 생각한 굴드는 박사 학위를 마치지 못한 채 컬럼비아를 떠나 민간 연구 회사인 TRG(테크니컬 리서치 그룹; Technical Research Group)에 합류하였다. 그는 새 고용주에게 자신의 연구를 지원해 달라고 설득했고, 아이러니하게도 찰스 타운스의 지원을 받아 방위고등연구계획국으로부터 프로젝트에 대한 자금을 지원 받았다. 굴드에게 안타깝게도 정부는 이 프로젝트를 기밀로 분류하였으며, 이것은 프로젝트를 진행하려면 보안 허가가 필요함을 의미하였다. 굴드는 과거 공산주의 활동에 참여했던 전력이 있었기 때문에 보안 허가를 받을 수 없었다. 그는 TRG에서 계속 일했지만 자신의 아이디어를 실현하기 위한 프로젝트에 직접적으로 기여할 수는 없었다. 기술적인 어려움과 굴드의 참여 불가로 인해 TRG는 최초로 작동하는 레이저를 만드는 경쟁에서 휴즈 연구소의 시어도어 마이먼에게 밀렸다.

## 특허 분쟁
이 기간 동안 굴드와 TRG는 굴드가 개발한 기술에 대한 특허를 출원하기 시작했다. 1959년 4월에 함께 출원한 첫 번째 특허는 파브리-페로 광학 공진기 기반의 레이저와 광학 펌핑, (헬륨-네온 레이저에서와 같은) 가스 방전 충돌에 의한 펌핑, 광 증폭기, Q-스위칭, 광학 헤테로다인 감지, 편광 제어를 위한 브루스터 각도 창 사용을 비롯하여 제조와 화학 반응 촉발, 거리 측정, 통신, 라이다 등의 응용 분야를 포함하였다. 숄로와 타운스는 1958년 7월에 이미 레이저에 대한 특허를 출원하였고, 이 특허는 1960년 3월 22일에 승인되었다. 굴드와 TRG는 1957년 굴드의 공책을 근거로 굴드가 숄로와 타운스의 특허 출원 이전에 레이저를 발명했다는 법적 소송을 시작하였다. (당시 미국은 선발명주의 특허 제도를 사용하였다.) 이 소송이 특허청과 법원에서 진행되는 동안 벨 연구소, 휴즈 연구소, 웨스팅하우스 등이 특정 레이저 기술에 대한 추가 출원을 제기하였다. 굴드는 레이저 매질의 측벽을 통해 이득 매질을 광학적으로 펌핑할 계획이었음에도 불구하고 레이저 매질의 측벽이 투명해야 한다고 명시적으로 언급하지 않았고, 회절에 의한 측별을 통한 빛의 손실을 고려했다는 이유로 레이저 자체에 대한 미국 특허 소송에서 최종적으로 패소하였다. 또한 TRG의 굴드 팀이 레이저를 제작하지 못했기 때문에 굴드의 공책이 레이저를 제작할 수 있는 충분한 정보를 제공했는 지에 대한 의문도 제기되었다. 그러나 굴드는 다른 여러 국가에서 레이저에 대한 특허를 획득할 수 있었고, 이후 수년 동안 특정 레이저 기술에 대한 미국 특허를 얻기 위해 계속해서 싸웠다.
1967년 굴드는 TRG를 떠나 브루클린 폴리테크닉 연구소(현 뉴욕 탠던 이공과대학교)에 교수로 부임하였다. 그는 그곳에서 많은 새로운 레이저 응용 분야를 제안하고 연구소의 레이저 연구를 위한 정부 기금을 마련하였다.
굴드가 1968년에 첫 번째로 획득한 레이저 특허는 레이저를 사용하여 엑스선을 생성하는 불명료한 응용 분야에 관한 것이었다. 이 기술은 별다른 가치가 없었지만, 이 특허에는 이전까지 비밀에 부쳐졌던 1959년 출원의 모든 내용이 공개되어 있었다. 이를 통해 특허청은 굴드가 출원 중인 특허와 상충되는 특허 출원을 거부할 수 있는 재량권을 더 많이 확보할 수 있었다. 한편, 가장 중요한 특허 출원에 대한 특허 심리 및 법적 소송, 항소는 계속되었고, 다른 많은 발명가들이 다양한 레이저 기술에 대한 우선을 주장하려고 시도하였다. 레이저 발명에 대한 공로를 어떻게 인정할 것인가에 대한 문제는 역사학자들이 오늘날까지 풀지 못한 숙제이다.
1970년경, 레이저에 관심이 거의 없고 해당 사업 부분을 처분하던 컨트롤 데이터 코퍼레이션이 TRG를 인수하였다. 굴드는 자신의 특허권을 천 달러에 다시 사들일 수 있었고, 향후 수익의 일부도 받을 수 있었다.
1973년 굴드는 브루클린 폴리테크닉 연구소를 떠나 메릴랜드주 게이더스버그에 광섬유 통신 장비를 제조하는 옵텔레콤(Optelecom) 설립에 조력하였다. 이후 그는 1985년 이 성공적인 회사를 떠났다.

## 추가 특허 분쟁과 발급된 특허 집행
옵텔레콤을 설립한 직후 굴드와 그의 변호사는 특허 소송의 초점을 바꿨다. 레이저 자체에 대한 많은 법원 소송에서 패소하고 항소 옵션이 부족해지자 그들은 레이저의 필수 구성 요소인 광 증폭기에 집중하면 많은 어려움을 피할 수 있다는 사실을 깨달았다. 이 새로운 전략은 효과가 있었고 1977년 굴드는 광학 펌핑 레이저 증폭기에 관한 미국 특허 4,053,845호를 획득하였다. 당시 연간 매출이 약 4억 달러로 성장한 레이저 산업은 수년 동안 사용해 온 기술에 대한 라이선스 비용을 지불하는 것에 반발하여 로열티 지불을 피하기 위해 법정 싸움을 벌였다.
업계의 거센 항의로 인해 특허청은 굴드가 출원 중인 다른 특허의 공개를 보류하였고, 출원 중인 특허에 대한 항소와 수정이 이어졌다. 그럼에도 불구하고 굴드는 1979년 재료 가열 및 기화, 용접, 드릴링, 절단, 거리 측정, 통신 시스템, 텔레비전, 레이저 복사기 및 기타 광화학 응용 분야, 레이저 융합을 포함한 다양한 레이저 응용 분야를 다루는 미국 특허 4,161,436호를 발급받았다. 업계는 이 특허에 대한 라이선스 비용을 지불하지 않으려는 소송으로 대응하였다. 또한 1979년에 굴드와 그의 재정적 후원자들은 특허권을 보유하고 라이선스 및 집행을 처리하기 위해 패틀렉스(Patlex)라는 회사를 설립하였다.
레이저 업계는 특허청이 굴드의 나머지 특허를 발급하지 못하도록 막는 것은 물론 이미 발급된 특허를 취소하기 위해 법적 공방을 지속하였다. 굴드와 그의 회사는 법정과 특허청 심사 절차 모두에서 싸워야 했다. 굴드와 그의 변호인단에 따르면, 특허청은 굴드가 더 이상 특허를 취득하지 못하도록 막고 이미 승인된 특허 두 건을 취소하기로 결정한 것 같았다.
1985년 마침내 상황이 바뀌기 시작했다. 수년 간의 법적 절차 끝에 워싱턴 DC 연방 법원은 특허청에 충돌 펌핑 레이저 증폭기에 대한 굴드의 특허를 발급하도록 명령하였다. 특허청은 항소했지만 결국 미국 특허 4,704,583호를 발급하고 굴드가 이전에 발급 받은 특허를 취소하려는 시도를 포기할 수 밖에 없었다. 브루스터 각도 창 특허는 이후 미국 특허 4,746,201호로 발급되었다.
특허청의 조치가 끝나자 굴드는 강제 집행 소송을 자유롭게 진행할 수 있게 되었다. 마침내 1987년, 패틀렉스는 레이저 제조업체인 콘트롤 레이저 코퍼레이션을 상대로 한 첫 번째 강제 집행 소송에서 결정적인 승리를 거두었다. 콘트롤 레이저 이사회는 손해배상금과 기술 라이선스 부족으로 파산하는 대신 합의에 따라 회사의 소유권을 패틀렉스에 넘겼다. 다른 레이저 제조업체와 사용자들도 신속하게 소송을 해결하고 패틀렉스의 조건에 따라 라이선스를 취득하는 데 동의하였다.
굴드가 발명품에 대한 권리를 획득하는 데 걸린 30년 간의 특허 전쟁은 역사상 가장 중요한 특허 전쟁 중 하나로 알려졌다. 결국 굴드는 가장 중요한 기술인 광학 펌핑, 충돌 펌핑과 이를 응용한 특허를 중심으로 하는 48개의 특허를 획득하였다. 언급된 기술들은 당시 사용된 대부분의 레이저에 적용되었다. 예를 들어, 최초의 작동 레이저인 루비 레이저는 광학 펌핑 방식으로, 헬륨-네온 레이저는 가스 방전 방식으로 펌핑되었다.
레이저가 여러 기술 분야로 확산되는 데는 시간이 걸렸기 때문에 굴드가 처음 특허를 획득했을 때보다 특허의 가치는 훨씬 더 높아졌다. 굴드는 소송 비용을 충당하기 위해 수익금의 80%를 포기했지만 수백만 달러를 벌었다.
연속 발사가 가능한 최초의 레이저를 만든 팀의 일원이었던 윌리엄 R. 베넷은 "나는 그가 레이저 증폭기를 만들 수 있는 권리를 합법적으로 가지고 있다고 생각했다."라고 말하였다. "그는 나를 포함해 레이저를 만드는 다른 사람들로부터 로열티를 받을 수 있었다."

## 명예의 전당 선출과 사망
실제 레이저 발명에서 굴드의 역할에 대해서는 수십 년에 걸쳐 논란이 있었지만, 굴드는 1991년 미국 발명가 명예의 전당에 헌액되었다.
굴드는 2005년 9월 16일 자연사하였다. 그가 사망할 당시에도 과학계에서는 실제 발명에서 굴드의 역할에 대한 논쟁이 계속되었다. 분쟁과는 별개로 굴드는 2005년 5월 브루스터 각도 창 특허가 만료되었을 때 "곁에 있기를" 바랐던 자신의 희망을 실현하였다.

## 같이 보기
- 자신의 특허권을 행사하기 위하여 오랜 싸움을 벌인 또 다른 발명가 로버트 컨스
- 자신의 특허를 집행하기 위해 길고 치열한 싸움을 벌인 또 다른 발명가 에드윈 H. 암스트롱

## 참조 및 인용
- Taylor, Nick (2000). 《LASER: The inventor, the Nobel laureate, and the thirty-year patent war》. New York: Simon & Schuster. ISBN 0-684-83515-0. OCLC 122973716.
- Brown, Kenneth (1987). 《Inventors at Work: Interviews with 16 Notable American Inventors》. Redmond, Washington: Tempus Books of Microsoft Press. ISBN 1-55615-042-3. OCLC 16714685.

1. ↑  Taylor (2000), p. 14.
2. ↑  Taylor (2000), p. 16–20.
3. ↑  Taylor (2000), p. 19–25.
4. ↑  Taylor (2000), p. 37–40.
5. ↑  Taylor (2000), p. 45, 56.
6. ↑  “Nobel Prize in Physics 1964”. The Nobel Prize Organisation. 2010년 1월 16일에 확인함.
7. ↑  Taylor (2000), p. 62.
8. ↑  Taylor (2000), pp. 66–70.
9. ↑  Schawlow, Arthur L.; Townes, Charles H. (December 1958). “Infrared and optical masers”. 《Physical Review》 112 (6–15): 1940–1949. Bibcode:1958PhRv..112.1940S. doi:10.1103/PhysRev.112.1940.
10. ↑  Gould, R. Gordon (1959). 〈The LASER, Light Amplification by Stimulated Emission of Radiation〉.   Franken, P.A.; Sands R.H. 《The Ann Arbor Conference on Optical Pumping, the University of Michigan, June 15 through June 18, 1959》. 128쪽. OCLC 02460155.
11. ↑  Chu, Steven; Townes, Charles (2003). 〈Arthur Schawlow〉.   Edward P. Lazear. 《Biographical Memoirs》. vol. 83. National Academy of Sciences. 202쪽. ISBN 0-309-08699-X.
12. ↑  Taylor (2000), pp. 72–3.
13. ↑  Taylor (2000), pp. 74–90.
14. ↑  Taylor (2000), pp. 92–6.
15. ↑  Taylor (2000), pp. 159, 173.
16. 1 2  Taylor (2000).
17. ↑  Taylor (2000), pp. 172–5.
18. ↑  Taylor (2000), p. 180.
19. ↑  Bromberg, Joan Lisa (1991). 《The Laser in America, 1950–1970》. MIT. 74–77쪽. ISBN 978-0-262-02318-4.
20. ↑  Spencer Weart, Center for History of Physics (2010). “Who Invented the Laser?”. 《Bright Idea: The First Lasers》. American Institute of Physics. 2014년 5월 28일에 원본 문서에서 보존된 문서. 2010년 4월 29일에 확인함.
21. ↑  Taylor (2000), pp. 190–3.
22. ↑  Taylor (2000), pp. 197–201.
23. ↑  Taylor (2000), pp. 199–212.
24. ↑  Taylor (2000), p. 218.
25. ↑  Taylor (2000), p. 220–2.
26. ↑  Taylor (2000), p. 221–3.
27. ↑  Taylor (2000), pp. 237–247.
28. ↑  Taylor (2000), pp. 280–3.
29. ↑  Taylor (2000), pp. 280–5.
30. ↑  Taylor (2000), p. 284.
31. 1 2 3 4 5  Chang, Kenneth (2005년 9월 20일). “Gordon Gould, 85, Figure In Invention of the Laser”. 《New York Times》. 2008년 10월 7일에 확인함. Gordon Gould, who fought for three decades for recognition of his work in the invention of the laser—and eventually won millions of dollars in royalties—died on Friday at Lenox Hill Hospital in Manhattan. He was 85. His death was confirmed by his wife, Marilyn Appel.
32. ↑  Taylor (2000), p. 285.